# 五所川原市立金木中学校
五所川原市立金木中学校（ごしょがわらしりつ かなぎちゅうがっこう）は、青森県五所川原市の旧金木町域にある公立中学校。

## 概要
- 五所川原市金木町芦野にあり、旧金木町域全域が学区となっている。

## 沿革
- 1947年（昭和22年）
  - 4月1日 - 新学制施行により、「金木町立金木中学校」設立。当時は金木小学校の一部を本校舎として使用。
  - 7月15日 - 帽章・胸章・襟章を制定。
- 1949年（昭和24年）
  - 8月28日 - 火災により校舎焼失。
  - 9月6日 - 県営営農実習場の屋で授業再開。当初は3学年が屋内で授業、1・2学年が屋外で授業をそれぞれ行った。
  - 10月4日 - 1・2学年も屋内での授業を開始。ただし、3学年との2部授業を実施。
- 1950年（昭和25年）
  - 9月1日 - 2部授業を解消。
  - 10月11日 - 新校舎第一期工事起工。
- 1952年（昭和27年）
  - 2月25日 - 第二期工事起工。
  - 8月31日 - 工事竣工。
  - 11月3日 - 校歌制定。
- 1957年（昭和32年）
  - 3月10日 - 屋内体育館落成式挙行。
  - 3月19日 - 校旗樹立。
- 1961年（昭和36年）
  - 9月22日 - 普通教室6室・生徒便所・井戸水呑場・生徒昇降口新築。
  - 9月26日 - 小学校仮校舎より3学級移転。
- 1963年（昭和38年）6月19日 - 正面玄関東側に生徒自転車置き場完成。
- 1964年（昭和39年）
  - 1月17日 - 理科室・技術室・生徒昇降口完成。
  - 11月30日 - 裁縫室・調理室と西側校地に自転車置き場完成。
- 1971年（昭和46年）10月19日 - 教育相談室設置。
- 1986年（昭和61年）
  - 3月 - 鉄筋コンクリート造の校舎建築。
  - 5月 - 鉄骨造の体育館建築。
- 2005年（平成17年）3月28日 - 金木町の五所川原市への合併により、「五所川原市立金木中学校」に改称。
- 2012年（平成24年）3月31日 - 金木南中学校を統合し、旧金木町全域が学区となった。

## 周辺
- 青森県立金木高等学校 - 2023年3月31日閉校
- 津軽鉄道津軽鉄道線
- 青森県道2号屏風山内真部線

## アクセス
- 五所川原市役所金木総合支所から約1.2km、徒歩約20分・車で約2分。
- 津軽鉄道金木駅から車で790m・1分、徒歩で755m・約12分。

## 参考資料
- 『金木郷土史』227頁「金木町の現況、七 教育、（二）中学校 町立金木中学校 沿革の大要」
- 『青森県教育史 別巻』（青森県教育委員会・1973年12月20日発行）914頁「学校沿革 中学校 金木中学校」